# Надстрочная нари
Надстрочная нари  (ჼ) — дополнительный символ грузинского письма.

## Использование
Использовалась в грузинской транскрипции бацбийского языка из словаря 1984 года, соответствовала  ⁿ в латинской транскрипции и ◌̃ в кириллической транскрипции, обозначала назализацию гласных. В транскрипции словаря 2012 года также используется, но в латинской транскрипции ей соответствует ◌̃.

## Кодировка
Включена в стандарт Юникод в версии 4.1 в блок «Грузинское письмо» (англ. Georgian) под шестнадцатеричным кодом U+10FC.